# Luna 1970B
Luna 1970B fu un tentativo da parte dell'URSS di lanciare un satellite lunare artificiale. Il progetto esatto della sonda non è noto, ma probabilmente era simile alle successive Luna 19 e Luna 22.

## La missione
Luna 1970B fu lanciata il 19 febbraio 1970. La missione fu un insuccesso, la sonda precipitò nell'oceano Pacifico.